# Le Schuylkill
Le Schuylkill es un rascacielos residencial en Mónaco, localizado en el número 19 del Bulevar de Suisse en Montecarlo. Se encuentra en un terreno empinado con una pendiente de 22 metros entre sus límites norte y sur. Cuenta con 78 metros de altura y veinticinco plantas. Es el decimocuarto edificio más alto de Mónaco.

## Historia
La construcción del edificio se completó en 1963, convirtiéndose en el primer edificio en altura de la ciudad.Su diseño inicial era modernista. Perteneció por herencia a Hélène Pastor, a través de su compañía de inmuebles Hélène Pastor Pallanca SAM. Su hija, Sylvia Pastor, ha vivido en este edificio junto al hombre de negocios polaco y cónsul Wojciech Janowski.
En mayo de 2023, el Consejo Comunal de Mónaco aprobó la renovaciín completa del edificio, con un coste estimado de 170 millones de euros. Esta fue diseñada por Zaha Hadid Architects, y cambiará la combinación actual de oficinas y apartamentos a una configuración totalmente residencial de 142 apartamentos, además de reemplazar por completo la fachada de la torre y aumentar la superficie del piso de la torre de 32.000 m² a 41.000 m². Está previsto que la construcción comience en marzo de 2024 y que finalice en 2028.